# Симфонія № 3 (Брамс)
Симфо́нія № 3 ор. 90 Й. Брамса, фа мажор, написана 1883 року. Присвячена диригенту та піаністу Гансу фон Бюлову. Тривалість — близько 35 хв.

## Структура
Симфонія складається з 4-х частин:
1. Allegro con brio (фа мажор)
2. Andante (до мажор)
3. Poco allegretto (до мінор)
4. Allegro (фа мінор, закінчення — фа мажор)

## Інструментування
Симфонія написана для:
- 2-х флейт
- 2-х гобоїв
- 2-х кларнетів
- 2-х фаготів
- 1-го контрафагота
- 4-х валторн
- 2-х труб
- 3-х тромбонів
- литавр
- струнних